# Budapest-memorandummet
Budapest-memorandummet om sikkerhedsforsikringer omfatter tre (i hovedtræk identiske) politiske aftaler, der blev underskrevet på OSCE-konferencen i Budapest, Ungarn, den 5. december 1994. Aftalerne gav dets underskrivere – Hviderusland, Kasakhstan og Ukraine – en række sikkerhedsgarantier, mod at disse lande til gengæld tiltrådte ikke-spredningstraktaten (NPT) som en ikke-atommagt. De tre aftaler blev oprindeligt underskrevet af tre atommagter: Rusland, Storbritannien og USA. Kina og Frankrig gav nogle svagere individuelle forsikringer i separate dokumenter.
Memorandummet, der blev underskrevet i Patria Hall i Budapest Convention Center med blandt andre USA's ambassadør Donald M. Blinken til stede, pålagde Rusland, Storbritannien og USA i at afstå fra at true de tre underskrivende lande (Hviderusland, Kasakhstan og Ukraine) med militær magt eller økonomisk tvang, dog "undtagen i selvforsvar eller på anden måde i overensstemmelse med FN-pagten. Som et resultat af dette memorandum samt andre aftaler opgav Hviderusland, Kasakhstan og Ukraine mellem 1993 og 1996 deres atomvåben.

## Indhold
Ifølge de tre aftaler bekræftede Rusland, USA og Storbritannien deres anerkendelse af, at Hviderusland, Kasakhstan og Ukraine blev parter i ikke-spredningstraktaten og reelt opgav deres atomarsenal til Rusland. Herunder blev de enige om følgende:
1. Respekter underskriverens uafhængighed og suverænitet ved de eksisterende grænser.[6]
2. Afstå fra truslen eller brugen af magt mod underskriveren.
3. Afstå fra økonomisk tvang, der har til formål at underordne deres egne interesser underskriverens udøvelse af de rettigheder, der er forbundet med dens suverænitet, og dermed sikre fordele af enhver slags.
4. Søg øjeblikkelig handling fra FN's Sikkerhedsrådet for at yde bistand til underskriveren, hvis de "skulle blive offer for en aggressionshandling eller genstand for en trussel om aggression, hvor atomvåben bliver brugt".
5. Afstå fra brug af atomvåben mod underskriveren.
6. Rådfør dig med hinanden, hvis der opstår spørgsmål vedrørende disse forpligtelser.[7][8]